# Potentilla tanacetifolia
Potentilla tanacetifolia là loài thực vật có hoa trong họ Hoa hồng. Loài này được Willd. ex Schltdl. miêu tả khoa học đầu tiên năm 1816.